# Mike He
Mike He Junxiang (cinese tradizionale: 賀軍翔; cinese semplificato: 贺军翔; pinyin: Hè Jūnxiáng; POJ: Hō Koan-siông; Taipei, 28 dicembre 1983) è un attore, modello e cantante taiwanese.
Dal 2010, ha un contratto discografico con l'etichetta HIM International Music.

## Biografia
Prima di debuttare nella sua prima serie televisiva taiwanese, Mike He ha partecipato ad alcuni video musicali. Nel 2003 è stato scelto come uno dei personaggi principali nella serie Qi nianji sheng, insieme alla protagonista Ariel Lin, attrice con la quale ha recitato di nuovo l'anno successivo nel teen drama di successo Ai qing he yue.
Nel 2005 ha recitato in due serie televisive, di cui la prima, E nan zhai jidian, insieme all'attrice Xu Wei Lun, morta due anni dopo in un incidente stradale. In suo ricordo, l'attore ha anche cantato una canzone insieme ad altri colleghi nell'industria dell'intrattenimento taiwanese. Sempre nel 2005, è stato il protagonista di una delle serie di maggior successo nella storia dei teen drama taiwanesi, E mo zai shen bian. L'anno successivo ha poi partecipato ad una serie della rete TVBS-G, Women jiehun ba. A ottobre del 2006, in seguito al grande successo di E mo zai shen bian, Mike He ha firmato un contratto per un altro drama, Huan huan ai.
Nel 2008, ha recitato nella serie a tema sportivo Dou niu yao bu yao insieme alla cantante taiwanese e membro del trio musicale S.H.E Hebe Tien. Nello stesso anno, l'attore ha partecipato alla sua prima serie televisiva nella Cina continentale, Wujian you ai.
Nel 2009 prende parte alla serie Hujiao da mingxing; nel 2011 è in Xingfu zui qingtian e Mei le, jia you. L'anno seguente appare al cinema con Jin tong yunu e Nuhai huai huai, e nella serie della Cina continentale Xia pinghan insieme a Crystal Chang. Da agosto 2012 a gennaio 2013 ha filmato la serie Meiren long tang con Dayuan, Nylon Chen e Mai Sato, andata in onda tra gennaio e febbraio 2013, e nel 2014 è nella serie Shang liusu nu.

## Filmografia

### Cinema
- Qitian ai shang ni (七天爱上你), regia di Alfred Cheung (2009)
- Huogai ni danshen (活该你单身), regia di Cai Xin (2010)
- Weilai jingcha (未來警察), regia di Wong Jing (2010)
- Nuhai huai huai (女孩壞壞), regia di Seven Wong (2012)
- Jin tong yunu (金童玉女) (2012)

### Televisione
- Qi nianji sheng (七年級生) – serie TV (2003)
- Qiuhun shiwu suo di si danyuan - Biye sheng (求婚事務所第四單元: 畢業生) – serie TV (2003)
- Ai qing he yue (愛情合約) – serie TV (2004)
- Anshi aimei hui (安室愛美惠) – serie TV (2004)
- E mo zai shen bian (惡魔在身邊) – serie TV (2005)
- E nan zhai jidian (惡男宅急電) – serie TV (2005)
- Women jiehun ba (我們結婚吧) – serie TV (2006)
- Huan huan ai (換換愛) – serie TV (2007)
- Youxian julebu (有閑倶楽部) – serie TV (2007)
- Dou niu yao bu yao (鬥牛.要不要) – serie TV (2008)
- Hujiao da mingxing (呼叫大明星) – serie TV (2009)
- Wujian you ai (無間有愛) – serie TV (2010)
- Xingfu zui qingtian (幸福最晴天) – serie TV (2011)
- Mei le, jia you (美樂。加油) – serie TV (2011)
- Xia pinghan (加油媽媽) – serie TV (2012)
- Meiren long tang (美人龍湯) – serie TV (2013)
- Yonggan shuo chu wo ai ni (勇敢說出我愛你) – serie TV (2014)
- Shang liusu nu (上流俗女) – serie TV (2014)

## Discografia
Singoli
- Angel's Wings (天使的翅膀)

Colonne sonore
- 2009 – Realizing I Love You (發現我愛你), per Hujiao da mingxing
- 2011 – A Heart's Garden (心中的花園), per Mei le, jia you

## Videografia
- Valen Hsu - 雲且留住
- Angelica Lee - Loved Wrongly (愛錯)
- Elva Hsiao - Love's Password
- Landy Wen - Wish Me Happy Birthday (祝我生日快樂)
- Tanya Chua - 蔡健雅 Amphibia
- Rainie Yang - Just Wanna Love You (Zhi Xiang Ai Ni, 只想愛你)
- Olivia Ong - 海枯石爛